# KS Titan 1
KS Titan 1 — судно для проведення офшорних будівельних робіт, яке зокрема планувалось використовувати для монтажу вітрових агрегатів.
Сінгапурська компанія KS Energy Services замовила це судно, що за своїм архітектурно-конструктивним типом відносилось до самопідіймальних (jack-up), у компанії SEMCO (базується в Lafitte, штат Луїзіана). Titan 1 мав два крани з вантажопідйомністю 180 тон та після спорудження був законтрактований на більш ніж дворічний період для робіт зі спорудження вітрових електростанцій у водах Великої Британії та Данії, а першим в його списку завдань значилась ВЕС Rhyl Flats.
Транспортування Titan 1 від Паскагула через Атлантичний океан до Ліверпулю повинне було здійснити спеціалізоване судно M/V Ancora. В ніч проти 27 жовтня 2008 року після аварії двигуна транспортер опинився в умовах сильної качки, що призвело до зміщення вантажу, який в підсумку зірвався за борт та затонув. Вартість втраченого судна Titan 1 становила біля 50 млн фунтів стерлінгів.